# Malý Jenisej
Malý Jenisej, Ka Chem, Kyzyl Chem, Šišchid gol (rusky Малый Енисей, tuvinsky Ка-Хем, Кызыл-Хем, mongolsky Шишхид-Гол) je řeka v Tuvinské republice v Rusku a v severním Mongolsku (Chövsgölský ajmag). Je 615 km dlouhá včetně delší zdrojnice Kyzyl Chem, která pramení v Mongolsku pod jménem Šišchid gol a 563 km včetně kratší zdrojnice Balyktyg Chem, která pramení v Tuvinské republice. Povodí má rozlohu 58 700 km².

## Průběh toku
Pramení v Darchatské kotlině na mongolské straně Sajanů pod jménem Šišchid gol. Pod tímto jménem protéká jezerem Dód Cagán núr. Na území Tuvinské republiky se pak nazývá Kyzyl Chem. Teče v úzké dolině. V korytě se vyskytují peřeje. Po soutoku s řekou Balyktyg Chem se konečně nazývá Malý Jenisej a protéká Tuvinskou kotlinou. U města Kyzyl se stéká s Velkým Jenisejem a vytváří Horní Jenisej (Ulug Chem).

## Využití
Na dolním toku je možná vodní doprava.